# Hydroides bannerorum
Hydroides bannerorum är en ringmaskart som beskrevs av Bailey-Brock 1991. Hydroides bannerorum ingår i släktet Hydroides och familjen Serpulidae. Inga underarter finns listade i Catalogue of Life.